# روب مارسيلو
روب مارسيلو (بالإنجليزية: Rob Marcello)‏ هو عازف قيثارة أمريكي، ولد في 9 سبتمبر 1977 في أوربرو في السويد.